# Operazione Daffodil
Nella notte tra il 13 ed il 14 settembre 1942, commando di terra dei Royal Marines tentarono l'Operazione Daffodil, un audace colpo di mano contro la base navale italo-tedesca di Tobruk (o Tobruch), località della Cirenaica orientale a circa 150 km dal confine con l'Egitto. Il risultato dell'azione fu la totale vittoria delle forze italo-tedesche.

## Presupposti
L'operazione Daffodil era la prima delle quattro azioni dell'Operazione Agreement, decisa dal comando britannico su proposta del tenente colonnello John Haselden, comandante delle unità speciali LRDG (Long Range Desert Group), per rispondere all'ACIT che in Nord Africa aveva messo in atto un'offensiva che aveva portato alla riconquista di Tobruk ed attestarsi sulla linea Sollum-Halfaya, prima di passare alla conquista dell'isola fortificata di Malta, sede di un'importante base aeronavale da dove decollavano gli aerei che attaccavano i convogli dell'Asse che facevano la spola tra Italia e Libia.

## Le forze in campo
A difesa di Tobruk, agli ordini dell'ammiraglio Lombardi, erano costituite da
1. un battaglione del Reggimento San Marco
2. reparti del XVIII Battaglione Carabinieri Reali (circa 90 uomini)
3. reparti del V Battaglione Libico
4. una compagnia di formazione della Marina

oltre ai serventi dei pezzi d'artiglieria e delle mitragliatrici delle numerose postazioni costiere dell'Esercito e della Marina.
Di stanza alla piazzaforte c'erano nominalmente anche due battaglioni tedeschi forti di 700 uomini, anch'essi di formazione, ma erano presenti solo di giorno perché per la notte venivano trasferiti in una loro base distante alcune decine di chilometri. Per questa ragione gli unici tedeschi coinvolti nella difesa di Tobruk furono i serventi delle postazioni di artiglieria costiera, gli addetti ad alcuni posti di blocco posti lungo la strada di accesso alla base ed un plotone che riuscì a giungere nella notte.
Lungo la costa erano distribuiti
- 78 pezzi di artiglieria contraerei (48 italiani e 30 tedeschi) divisi in 17 batterie
- 3 batterie di cannoni da 20 mm
- 13 batterie di difesa costiera con 47 cannoni di medio calibro

Nel porto era attraccate
- tre torpediniere (Castore, Cascino, Montanari)
- 7 motozattere attraccate nel porto ed altre 3 in mare di pattuglia (Mz. 733, 756, 759)
- alcune siluranti

Tali forze erano piuttosto diluite in considerazione del fronte costiero da controllare di circa 20 km.
Le forze attaccanti erano così divise
- Forza A (navale da Haifa) del tenente colonnello Unwin dei Royal Marines
  - Cacciatorpediniere Sikh
  - Cacciatorpediniere Zulu
  - Un battaglione della 2ª Brigata Royal Marines
  - un distaccamento artiglieria contraerei e di difesa costiera
  - sottosezione della 295ª compagnia campale del genio
  - un distaccamento segnalatori d'armata
  - un distaccamento servizio sanitario
- Forza B (terrestre da Cufra) comandata da John Haselden, ideatore del piano
  - Un distaccamento della Brigata ISS
  - Una pattuglia del Long Range Desert Group
  - Distaccamento artiglieria contraerei e di difesa costiera
  - Una sottosezione della 295ª compagnia campale del genio
  - Distaccamento speciale G (R)
  - Distaccamento segnalatori
  - Distaccamento servizio sanitario
- Forza C (navale da Alessandria d'Egitto) del capitano MacFie
  - 18 motosiluranti[4] (Motor Torpedo Boat, MTBs)
  - 1º battaglione dell'Argyll and Sutherland Highlanders
  - 1º plotone mitraglieri del Royal Northumberland Fusiliers (tenente E. R. j. Bowen)[4]
  - Due motosezioni della 295ª compagnia campale del genio
  - un distaccamento di artiglieria contraerei
  - un distaccamento servizio sanitario
- Forza D (navale)
  - Incrociatore leggero Coventry (capitano Ronald John Robert Dendy) della 5ª flottiglia caccia[4]
  - cacciatorpediniere Belvoir, Dulverton, Hursley e Croome[4]
- Forza E (navale)
  - Un sottomarino (Taku) per sbarcare una squadra speciale di segnalatori
- RAF
  - Forze di scorta, d'assalto e da trasporto

## Il piano di attacco
Il piano di attacco prevedeva l'arrivo, via terra, della Forza B proveniente dall'oasi di Cufra distante ben 1500 km con la guida di elementi dei LRDG. Alle 20:45 essa avrebbe dovuto infiltrarsi non notata nella base per conquistare la batteria antistante Marsa Sciausc (ad est della baia di Tobruk) e coprire lo sbarco (00:30) dei rinforzi costituiti dai 150 assaltatori della Forza C in arrivo a bordo di 3 motosiluranti, indispensabili per il proseguimento dell'azione. Altre siluranti avrebbero dovuto forzare il blocco del porto ed attaccare le navi in rada.
All'01:00 a Marsa Mreira (ad ovest della baia) dovevano sbarcare da un sommergibile i segnalatori della Forza E che avrebbero dovuto guidare lo sbarco dei 500 Royal Marines (02:00) della Forza A approfittando dall'azione diversiva messa in atto a Marsa Sciausc dalla Forza B e Forza C.
Per raggiungere il suo obiettivo, alla Forza B erano aggregati anche 6 uomini dei SIG, una squadra speciale dell'esercito britannico formata da alcune decine di ebrei madrelingua tedeschi fuggiti in Palestina, che, indossando divise dell'Afrika Korps, sarebbero stati alla guida di quattro camion inglesi camuffati con insegne tedesche (la cosa non poteva destare sospetti perché in quel periodo erano tanti i mezzi in circolazione come prede di guerra) sui quali alcuni altri commilitoni anche loro travestiti da tedeschi fingevano di scortare i rimanenti come prigionieri di guerra. In questo modo intendevano avvicinarsi, senza destare allarme, alla batteria costiera antistante la zona di sbarco dove era previsto l'arrivo della Forza C.
Una volta pienamente operativi, tutti insieme si sarebbero dedicata alla demolizione delle installazioni costiere e portuali prima di ritirarsi a bordo delle navi.
Parte essenziale della riuscita dell'attacco era basata sulla presunta scarsa combattività dei soldati italiani a difesa di Tobruk che l'ordine di operazione definiva testualmente «low grade italian troops of brigade strength» («truppe italiane di second'ordine della forza di una brigata»).

## L'azione
L'azione iniziò nella tarda serata del 13 settembre, una notte scelta perché buia e senza luna.
- 22 agosto
  - i circa 80 commando della Forza B, sotto la guida di una pattuglia dei LRDG, lasciano Il Cairo alla volta dell'oasi di Kufra.
- 5 settembre
  - a Kufra giungono anche 6 elementi dei SIG ed il tenente colonnello John Haselden, l'ideatore originale del piano, che assume il comando. Insieme partono per il viaggio di 600 miglia che li separava da Tobruk.
- 13 settembre
  - 20:30: la RAF inizia i bombardamenti di routine a nord del porto di Tobruk (ma con due ore di anticipo sulla norma e con un numero superiore di aerei)
  - 20:45: proveniente da Kufra la Forza B (circa novanta militari), con 3 dei 4 camion camuffati (uno lo lasciano fuori dalla base per utilizzarlo eventualmente quale mezzo di fuga) guidati dai 6 SIG, penetra facilmente attraverso i posti di blocco (presidiati sia da italiani che da tedeschi) che controllano l'ingresso alla base uccidendo alcune delle sentinelle. Occupano, senza fare prigionieri, un edificio che adibiscono a quartier generale. Durante l'azione uccidono anche i soldati tedeschi ricoverati in un ospedale da campo.
  - 22:00: la Forza B inizia l'attacco sulla costa, isolano il settore di Marsa Sciausc prospiciente la baia dove era attesa la Forza E tagliando le linee di comunicazione (completando in questo l'opera iniziata dal bombardamento aereo). Cominciano a neutralizzare le batterie a partire dalla 825^: uccidono i serventi di una postazione, ma quando passano ad un'altra i serventi, pur colti di sorpresa, si difendono con lanci di bombe a mano e riescono a mandare una staffetta a dare l'allarme. Nelle ore successive continuano i combattimenti sostenuti soprattutto dai serventi delle batterie, da personale meccanico e amministrativo.
- 14 settembre
  - 00:00:
    - da una batteria italiana si levano finalmente due razzi rossi antisbarco.
    - tra i difensori si diffonde la notizia dell'attacco, ed anche la voce che gli inglesi non fanno prigionieri. Viene impartito l'ordine generale di prepararsi alla battaglia, ed alle batterie di prepararsi a sparare con i cannoni anche ad alzo zero.
    - la motozattera italiana Mz. 733 avverte via radio di aver avvistato e disperso un numero non precisato di motosiluranti nemiche che cercavano di forzare il blocco del porto: era l'aliquota della Forza C diretta contro il porto. Anche le Torpediniere Italiane all'ormeggio sparano nel buio. Alcuni piccoli mezzi da sbarco sono distrutti.

  - 00:30: anche la motozattera Mz. 756 avverte di aver disperso natanti nemici in avvicinamento alla spiaggia, costringendoli a riprendere il largo. Trasportavano l'aliquota della Forza C di rinforzo per la Forza B che, impegnata nei combattimenti più del previsto, non è in grado di fare le necessarie segnalazioni.
  - 02:00: la Forza B con la sua azione si sente padrona della spiaggia, quindi, nonostante l'assenza della Forza C, avverte via radio di dare inizio allo sbarco della Forza A
  - 03:00: i caccia della Forza A si preparano per lanciare la prima ondata di sbarco forte di 300 Royal Marines imbarcandola su mezzi da sbarco, ma l'operazione è rallentata da problemi tecnici.
  - 03:30: sulla spiaggia il tenente colonnello Haselden muore per un colpo alla testa.
  - 03:40: termina il bombardamento della RAF, i mezzi da sbarco della Forza A si avvicinano a riva e le navi madre si allontanano per non essere scoperte. Prive di indicazioni dalla riva per l'assenza della Forza E, si dirigono verso una spiaggia alcuni km ad occidente del punto previsto.
  - 04:00: in ritardo di diverse ore, solo pochi elementi della Forza E prendono terra e fuori area perché il Taku, il sommergibile che li trasportava, era stato avvistato durante la giornata da unità navali dell'Asse e quindi impegnato in azioni evasive. Non sapendo di essere alcuni chilometri ad ovest della zona prevista, fanno i loro segnali ai mezzi da sbarco, portandoli fuori rotta.
  - 04:30:
    - solo a quest'ora una squadra di contrassalto del San Marco (a cui si erano uniti una cinquantina di carabinieri e marinai italiani e tedeschi) entra in contatto con gli attaccanti, impegnandoli in combattimento. Fino a quel momento gli scontri erano stati sostenuti dagli altri militari.
    - i 300 royal marines della prima ondata della Forza A si avvicinano alla spiaggia a Marsa El Auda e Marsa El Krisma, ma i reparti del San Marco e delle batterie costiere ormai li attendono ed affondano diversi natanti e disperdono gli altri. Alla fine sbarcano in 150. Di questi solo alcuni riescono ad infiltrarsi. I più, bloccati ancora in acqua, sono costretti alla resa.
    - i caccia si riavvicinano alla costa per coprire lo sbarco con il loro cannoni e recuperare i naufraghi. Dal semaforo viene chiesto alla postazione contraerea della MILMART di puntare i fari verso mare e vengono così illuminate le navi di appoggio a un miglio e mezzo dalla costa con intorno diverse imbarcazioni da sbarco. Uno dei ct, il Sikh, è subito bersagliato dalle batterie costiere, mentre continuano i combattimenti sulla spiaggia.

  - 05:00: il Sikh, colpito al timone, è immobilizzato. Lo Zulu si copre con una cortina di fumo e cerca prima di rimorchiare al largo il Sikh, poi di recuperare i naufraghi e infine, colpito più volte e con incendi a bordo, si allontana. A questo punto i britannici sbarcati sono allo sbando e cominciano i rastrellamenti da parte degli italiani per catturarli.
  - 05:30:
    - all'alba lo sbarco ad ovest è fallito. Alle imbarcazioni in rada (torpediniere Castore, Montanari e Cascino) è impartito l'ordine di contrattaccare la flotta nemica in ritirata. Ma gli inglesi sono già in ritirata e troppo lontani, così si limitano a raccogliere i naufraghi inglesi ed i mezzi danneggiati. Le navi italiane scoprono la motosilurante MTB-314, costretta a incagliare sotto il fuoco della motozattera Mz. 756 ed abbandonata dal suo equipaggio a Marsa Umm el Sciausc. Il dragamine tedesco R-10 cattura un plotone di soldati britannici nascosti a bordo, e la prende a rimorchio. Anche due mezzi da sbarco, che tentavano di raggiungere Alessandria a lento moto, sono catturati dalle navi dell'Asse.
    - con le prime luci dell'alba un Macchi M.C.200 italiano parte in ricognizione, individuando la flotta avversaria in ritirata. Di ritorno, alle 5:55 si alzano in volo altri aerei per una ricognizione offensiva, durante la quale spezzonano e mitragliano le unità nemiche, affondando qualcuna di quelle minori.

  - 07:00: l'ammiraglio Lombardi, comandante della base italiana, comunica a Delease che la situazione è ormai sotto controllo.
  - 07.30 5 cacciabombardieri italiani Mc. 200 dell’8º Gruppo volo, decollati da Abu Haggag (Fuka) (oggi Aeroporto militare di Sidi Haneish) al comando del Cap. Vincenzo Sansone per compiere una ricognizione armata a nord di Ras Kenays, attaccarono 3 motosiluranti, in lat. 32° 30' N, long. 27° 55' N. I piloti sganciarono in picchiata 10 bombe da 50 kg sparando 3730 colpi con le mitragliatrici calibro 12,7, constatando che le 3 navi erano state colpite ed una di esse si era incendiata. Si trattava della Motor Torpedo Boat MTB 310, del ten. vasc. Stewart Lane, che rimase bloccata, per poi ricevere, il colpo definitivo dagli aerei tedeschi.
  - 07:40: incalzati dai marò del San Marco, anche gli ultimi commando ad est della baia sono costretti alla resa. Tra gli inglesi chi ancora indossava divise tedesche cerca di disfarsene, indossando quelle dei commilitoni morti per evitare di passare per spia. Il Sikh affonda. Continua l'opera di recupero dei naufraghi.
  - 09:00: mentre la flotta britannica sta cercando di riguadagnare acque amiche braccata dall'aeronautica dell'Asse, il Coventry ed i caccia superstiti ricevono l'ordine di tornare indietro per soccorrere lo Zulu. Il Coventry è subito colpito gravemente da bombe ed è abbandonato dall'equipaggio. Sarà affondata dallo stesso Zulu che sopraggiunge.
  - 16:15: anche lo Zulu affonda.
- All'imbrunire solo poche navi di piccolo dislocamento raggiungono indenni le acque amiche.

Uno sparuto gruppetto d'inglesi, esattamente 10 uomini della Forza B, riuscì a fuggire per la via del deserto. Solo in quattro però si ricongiunsero, due mesi dopo, con l'VIII Armata. Gli altri perirono di stenti o furono catturati da bande di nomadi ed uccisi o consegnati agli italo-tedeschi.
Il MTB 314, una barca britannica che era stata danneggiata e si era arenata durante la battaglia, fu catturata dal R-Boot tedesco R-10 all'alba con 117 marinai e soldati a bordo. Dozzine di marinai e marines britannici furono salvati dalle torpediniere italiane Castore, Cascino, una flottiglia di due dragamine tedesche e diverse chiatte a motore italiane, che catturarono inoltre un paio di mezzi anfibi che tentavano di raggiungere Alessandria a velocità molto bassa.

## Le perdite
Le perdite inglesi, riportate nelle loro fonti più accreditate, sono così ripartite:
- 300 Royal Marines
- 166 British Army
- 313 Royal Navy

per un totale complessivo di 779 uomini. I prigionieri furono 576, di cui 34 ufficiali.
Unità navali perdute:
- Incrociatore Coventry, Cacciatorpediniere Sikh e Zulu, 4 Motor Torpedo Boat (MTB 308, MTB 310, MTB 312, MTB 314), 2 Motor Launches (ML 352, ML 353) e diverse imbarcazioni d'assalto[1][8]

A tutti i caduti gli italiani resero l'onore delle armi. In particolare, il tenente colonnello Haselden fu sepolto a fianco del mitra con il quale aveva combattuto e sul quale aveva appoggiato il capo morendo.
Sul conteggio delle perdite italo-tedesche concordano sia la documentazione dello Stato Maggiore dell'Esercito sia quello dell'Ufficio Storico della Marina, accettate peraltro dagli studiosi inglesi. Complessivamente 16 morti e 50 feriti, così ripartiti:
- italiani 15 caduti (di cui 5 del San Marco) e 43 feriti (7 del San Marco);
- tedeschi: 1 caduto e 7 feriti.

## Osservazioni
Sull'evento vi sono alcune questioni da sottolineare:
- le sole forze presenti in Tobruk erano state più che sufficienti per aver ragione dell'avversario, tant'è che i reparti, mandati in aiuto e fatti affluire da Ain el-Gazala, Bardia e Derna, non erano stati minimamente impegnati nei combattimenti;[9]
- nella difesa fu determinante il contributo di tanti militari italiani impiegati nei servizi ausiliari (nucleo comando, meccanici, portuali, inservienti delle cucine, amministrativi, etc.) che, nonostante il loro addestramento militare elementare, combatterono con successo contro i veterani britannici, mostrando un grande spirito di iniziativa e capacità di improvvisazione, perché per tutta la notte il piano di difesa approntato in precedenza era rimasto chiuso nella cassaforte del comandante e quindi fu del tutto disatteso; d'altra parte il bombardamento aereo prima, ed il sabotaggio della Forza B poi, aveva disarticolato completamente le linee di comunicazione, isolando i diversi settori che agirono largamente di propria iniziativa;
- nonostante i britannici abbiano utilizzato travestimenti e camuffamenti per infiltrarsi nella base, violando alcune norme che per convenzione internazionale regolano il diritto di guerra, nessuno di loro fu mai giudicato e condannato per questo reato; da notare che anche due dei cacciatorpediniere erano stati ridipinti con i colori tipici di analoghe unità italiane.[senza fonte]
- i tedeschi si attribuirono subito il successo: già il 14, quando l'azione era ancora in corso, i comandi superiori italiani furono costretti a chiedere ai comandanti responsabili di Tobruk di illustrare il ruolo svolto dalle loro truppe. Negli anni successivi la storiografia britannica ha preferito passare sotto silenzio il ruolo dei militari italiani, preferendo avvalorare una sconfitta dai tedeschi, probabilmente perché reputata più onorevole.

Al comandante della piazza (ammiraglio Giuseppe Lombardi) e della base navale fu conferito l'Ordine militare di Savoia (poi divenuto Ordine militare d'Italia).

## Filmografia
L'Operazione Daffodil ha fatto da sfondo ad alcuni film di guerra; tra questi:
- Tobruk del 1967, con Rock Hudson.
- Attacco a Rommel del 1971, regia di Henry Hathaway, con Richard Burton.